# Gotta Work
"Gotta Work" är en låt framförd av den amerikanska sångerskan Amerie, med text av henne själv, Rich Shelton, Loren Hill och Kevin Veney och musik av One Up till Ameries tredje studioalbum, kritikerrosade Because I Love It (2007). 
I "Gotta Work" uppmanar Amerie lyssnaren att jobba hårt för att nå sina mål i livet. I refrängen sjunger hon; "Sometimes you gotta work hard for it/Because when u feeling low/And u cant get no lower/That's when u know your close". Låten är i upptempo och samplar Erma Franklins coverversion av "Hold On, I'm Comin'" från hennes album Soul Sister (1969). Den låten, av Sam & Dave, skriven av Isaac Hayes och David Porter, framfördes från början av Reuben Wilson. Amerie definierade spårets sound som "go-go soul" och förklarade att "go-go är som svart kaffe, en del personer kan inte dricka det i sin renaste form." Låten gavs ut som skivans andra singel i Europa den 14 maj 2007 där den blev en ytterligare framgång för Amerie. Vid releasen ersatte den av okänd anledning albumspåret "Crush" som uppföljare till "Take Control". "Gotta Work" nådde sjätteplatserna på Tysklands och Storbritanniens respektive R&B-listor. Den nådde också en 21:a plats på Storbritanniens UK Singles Chart. Musikkritikers reaktioner på singeln var positiva. Blues and Soul Magazine ansång att låten var en blandning av Beyonces "Crazy in Love" och Ameries hitlåt "1 Thing". MTV Asia rankade låten på en 71:a plats på deras lista över de 100 bästa låtarna år 2007.
Musikvideon till singeln regisserades av Scott Franklin och hade premiär den 30 juni 2007. Amerie förklarade i en intervju att idén bakom videon kom till henne när hon duschade; "Jag tror att det är där all vår kreativa energi flödar för i den stunden har vi ingen annanstans att gå."

## Format och innehållsförteckningar
| - Brittisk CD-singel 1. "Gotta Work" 2. "Gotta Work" (Remix featuring Collie Buddz) - CD-singel (Premium) 1. "Gotta Work" 2. "Gotta Work" (Remix featuring Collie Buddz) 3. "1 Thing" (Remix featuring Eve) 4. "Gotta Work" (Video) | - Brittisk 12"-vinylsingel 1. "Gotta Work" (Album Version) 2. "Gotta Work" (Instrumental Version) 3. "Gotta Work" (Accapella Version) |

## Topplistor
| Lista (2007)                            | Topplacering |
| --------------------------------------- | ------------ |
| Tyskland (Deutche Black Chart)          | 6            |
| Europa (European Hot 100)               | 69           |
| Irland (Irish Singles Chart)            | 30           |
| Luxemburg (Luxembourgian Airplay Chart) | 41           |
| Storbritannien (UK Singles Chart)       | 21           |
| Storbritannien (UK R&B Singles Chart)   | 6            |